# Malu mirisata
 (août 2023).
Le malu mirisata (littéralement « curry de poisson sri-lankais épicé ») est une des méthodes préférées de cuisson du poisson au Sri Lanka. Ce plat est populaire dans tout le pays et surtout dans les régions côtières où le poisson et les autres fruits de mer sont des aliments de base. Du lait de coco est utilisé dans certaines variantes de ce plat. Il est généralement servi avec du riz, du pain ou du idiyappam (un plat de nouilles de riz).

## Histoire
Cette méthode de cuisson du poisson trouve son origine au Sri Lanka.

## Préparation
Il s'agit d'une méthode très simple de cuisson du poisson avec du piment comme saveur, et n'utilisant que quelques ingrédients. Ce curry est également produit en masse pour être acheté par les consommateurs dans des emballages tels que des boîtes de conserve et des sachets souples.